# На льду (мультфильм, 1935)
На льду — короткометражный мультфильм 1935 года из серии мультфильмов о Микки Маусе, снятый студией Walt Disney Animation Studios. Это 79-й короткометражный мультфильм о Микки Маусе, восьмой в том же году.

## Сюжет
В мультфильме три разные сюжетные линии, действие которых происходит на замерзшем озере зимой. В первой Микки помогает Минни научиться кататься на коньках. Во второй сюжетной линии Гуфи пытается поймать рыбу, бросая табак в воду и заставляя рыбу плеваться. Дональд разыграл Плуто, поставив ему на ноги коньки и заманив его на лед в третьей линии. Подсюжеты объединяются, когда Дональд катается на коньках с воздушным змеем на спине. Поднимается ветер, и он летит над водопадом. Микки слышит его крики о помощи и спасает его, натягивая пряжу его свитера. Дональд приземляется прямо там, где Гуфи рыбачит.

## Роли озвучивали
- Микки Маус: Уолт Дисней
- Гуфи: Пинто Колвиг
- Минни Маус: Марцеллит Гарнер
- Дональд Дак: Кларенс Нэш
- Плуто: Пинто Колвиг[4]

## Выпуск и признание
Мультфильм включен в две DVD-коллекции: «Сокровища Уолта Диснея: Микки Маус в живом цвете» и «Полный Плуто — Том 1».